# Bertrand
Bertrand je priimek več oseb:
- Aloysius Bertrand (1807—1841), francoski pesnik
- Gaston Bertrand (1910—1994), belgijski slikar
- Gérard Bertrand, ganski rimskokatoliški škof
- Henri Gatien Bertrand (1773—1844), francoski general
- Jean Bertrand (1482—1560), francoski rimskokatoliški škof in kardinal
- Joseph Louis François Bertrand (1822—1900), francoski matematik
- Louis Bertrand (1807—1841), francoski pesnik
- Marcheline Bertrand (1950—2007), ameriška igralka
- Paul Émile Joseph Bertrand, francoski rimskokatoliški škof
- René-Gabriel-Henri Bertrand (1895—1966), francoski general